# Nassim Ben Khalifa
Nassim Ben Khalifa (ur. 13 stycznia 1992 w Prangins) – szwajcarski piłkarz tunezyjskiego pochodzenia. Występuje na pozycji napastnika w klubie FC Sankt Gallen i w reprezentacji Szwajcarii.

## Kariera klubowa
7 marca 2009 roku Ben Khalifa rozegrał swoje pierwsze spotkanie ligowe w barwach Grasshopper Club. Wtedy to został wprowadzony na boisko na ostatnie 11 minut w spotkaniu przeciwko FC Sion. W swoim czwartym spotkaniu, również przeciwko Sionowi, zdobył swojego pierwszego ligowego gola.
W 2010 roku odszedł do VfL Wolfsburg, ale nie rozegrał w nim żadnego spotkania i został wypożyczony do 1. FC Nürnberg, a następnie do BSC Young Boys. W latach 2012–2015 grał w Grasshoppers. Latem 2015 przeszedł do Eskişehirsporu, a w 2016 do KV Mechelen. Latem 2016 wrócił do Lausanne Sports. W 2017 przeszedł do FC Sankt Gallen.

## Kariera reprezentacyjna
Ben Khalifa występował lub występuje w młodzieżowych reprezentacjach Szwajcarii od U-15 do U-18. Brał udział w Mistrzostwach Europy U-17 w 2008 roku w Turcji i w 2009 roku w Niemczech oraz w Mistrzostwach Świata U-17 w 2009 roku w Nigerii. Na tym ostatnim turnieju otrzymał „Srebrną Piłkę” dla drugiego najlepszego gracza turnieju.